# Liste der Ramsar-Gebiete in der Ukraine
Diese Liste beinhaltet die zurzeit 33 Ramsar-Gebiete der Ukraine mit einer Gesamtfläche von 744.651 Hektar.
Ramsar-Gebiete sind nach der 1971 geschlossenen Ramsar-Konvention geschützte Feuchtgebiete von internationaler Bedeutung, nach der Absicht des internationalen völkerrechtlichen Vertrags insbesondere als Lebensraum für Wasser- und Wattvögel.
Die Ukraine versteht unter Feuchtgebieten nach der Ramsar-Konvention "Moor- und Sumpfgebiete, Moore oder Wassergebiete - ob natürlich oder künstlich, dauerhaft oder vorübergehend, stehend oder fließend, mit Süß-, Brack- oder Salzwasser, einschließlich solcher Meeresgebiete deren Tiefe 6 Meter nicht überschreitet".

## Grundlagen
Das Abkommen ist nach dem Ort des Vertragsschlusses, der iranischen Stadt Ramsar, benannt und ist eines der ältesten internationalen Vertragswerke zum Umweltschutz.
Nach Genehmigung durch das ukrainische Parlament am 29. Oktober 1996 hat die Ukraine ihre Mitgliedschaft nach Ausscheiden aus der Sowjetunion erneuert, nachdem sie bereits im Dezember 1991 den Vertrag ratifiziert hatte, und die Konvention einschließlich der Amendments (Ergänzungen) der Extraordinary Conference of the Contracting Parties in Regina, Kanada, von 1987 (Regina Amendments, in Kraft getreten am 1. Mai 1994), angenommen.

## Liste der Ramsar-Gebiete
| Nr. | Ramsar-Nr. | Bild                                              | Name des Gebiets                                         | ukrainische Bezeichnung                               | Ausweisungs- Datum | Oblast                           | Größe in Hektar | Koordinaten                  |
| --- | ---------- | ------------------------------------------------- | -------------------------------------------------------- | ----------------------------------------------------- | ------------------ | -------------------------------- | --------------- | ---------------------------- |
| 1   | 1.393      | Kasantyp                                          | Klippen-Komplex Kap Kasantyp                             | Аквально-скельний комплекс мису Казантип              | 29. Juli 2004      | Krim                             | 251             | 45° 28′ 0″ N, 35° 51′ 0″ O   |
| 2   | 1.394      | Bild gesucht BW                                   | Klippen-Komplex Karadah                                  | Аквально-скельний комплекс Карадагу                   | 29. Juli 2004      | Krim                             | 224             | 44° 55′ 0″ N, 35° 14′ 0″ O   |
| 3   | 1.395      | Bild gesucht BW                                   | Küstenkomplex Kap Opuk                                   | Аквально-прибережний комплекс мису Опук               | 29. Juli 2004      | Krim                             | 775             | 45° 1′ 0″ N, 36° 12′ 0″ O    |
| 4   | 1.396      | Bild gesucht BW                                   | Bakotskabucht                                            | Бакотська затока                                      | 29. Juli 2004      | Oblast Chmelnyzkyj               | 1590            | 48° 35′ 59″ N, 26° 58′ 44″ O |
| 5   | 772        | Berdjansk-Nehrung                                 | Berda-Mündung, Bucht von Berdjansk und Berdjansk-Nehrung | Гирло річки Берди, Бердянська затока, Бердянська коса | 23. November 1995  | Oblast Saporischschja            | 1800            | 46° 40′ 0″ N, 36° 0′ 0″ O    |
| 6   | 1.397      | Bild gesucht BW                                   | Große Tschapli-Depression (bei Askanija-Nowa)            | Великий Чапельський під                               | 29. Juli 2004      | Oblast Cherson                   | 2359            | 46° 28′ 57″ N, 33° 51′ 14″ O |
| 7   | 773        | Bild gesucht BW                                   | Bilossarajska Bucht und -Nehrung                         | Білосарайська коса, Білосарайська затока              | 23. November 1995  | Oblast Donezk                    | 2000            | 46° 55′ 0″ N, 37° 20′ 0″ O   |
| 8   | 115        | Sywasch                                           | Zentraler Sywasch                                        | Центральний Сиваш                                     | 23. November 1995  | Oblast Cherson, Krim             | 80.000          | 46° 10′ 0″ N, 34° 15′ 0″ O   |
| 9   | 1.398      | Desna-Auen                                        | Desna-Auen                                               | Заплава Десни                                         | 29. Juli 2004      | Oblast Tschernihiw, Oblast Sumy  | 11.300          | 52° 19′ 0″ N, 33° 23′ 0″ O   |
| 10  | 764        | Bild gesucht BW                                   | Zusammenfluss Dnister und Turuntschuk                    | Межиріччя Дністра і Турунчука                         | 23. November 1995  | Oblast Odessa                    | 76.000          | 46° 26′ 0″ N, 30° 6′ 0″ O    |
| 11  | 1.399      | Bild gesucht BW                                   | Dnepr-Oril-Auen                                          | Дніпровсько-Орільська заплава                         | 29. Juli 2004      | Oblast Dnipropetrowsk            | 2560            | 48° 32′ 0″ N, 34° 45′ 0″ O   |
| 12  | 767        | Dnepr-Mündung                                     | Dnepr-Mündung                                            | Дельта Дніпра                                         | 23. November 1995  | Oblast Cherson                   | 26.000          | 46° 34′ 0″ N, 32° 29′ 0″ O   |
| 13  | 769        | Bild gesucht BW                                   | Östlicher Sywasch                                        | Східний Сиваш                                         | 23. November 1995  | Oblast Cherson, Krim             | 165.000         | 45° 40′ 0″ N, 35° 0′ 0″ O    |
| 14  | 114        | Dscharylhatsch in der Karkinitska-Bucht           | Karkinitska-Bucht und Dscharylhatschbucht                | Каркінітська затоки, Джарилгацька затоки              | 23. November 1995  | Oblast Cherson, Krim             | 87.000          | 45° 54′ 0″ N, 32° 51′ 0″ O   |
| 15  | 761        | Kartalsee                                         | Kartalsee                                                | Озеро Картал                                          | 23. November 1995  | Oblast Odessa                    | 1500            | 45° 17′ 0″ N, 28° 31′ 0″ O   |
| 16  | 774        | Bild gesucht BW                                   | Krywabucht und Krywanehrung                              | Крива затока, Крива коса                              | 23. November 1995  | Oblast Donezk                    | 1400            | 47° 3′ 0″ N, 38° 7′ 0″ O     |
| 17  | 760        | Kuhurluj                                          | Kuhurluj                                                 | Озеро Кугурлуй                                        | 23. November 1995  | Oblast Odessa                    | 7000            | 45° 17′ 0″ N, 28° 40′ 0″ O   |
| 18  | 113        | Bild gesucht BW                                   | Kilijaarm                                                | Кілійське гирло                                       | 23. November 1995  | Oblast Odessa                    | 32.800          | 45° 22′ 0″ N, 29° 42′ 0″ O   |
| 19  | 1.400      | Synewyr                                           | Synewyr                                                  | Озеро Синевир                                         | 29. Juli 2004      | Oblast Transkarpatien            | 29              | 48° 37′ 0″ N, 23° 41′ 0″ O   |
| 20  | 1.401      | Bild gesucht BW                                   | Unterlauf des Smotrytsch                                 | Пониззя річки Смотрич                                 | 29. Juli 2004      | Oblast Chmelnyzkyj               | 1480            | 48° 33′ 0″ N, 26° 38′ 0″ O   |
| 21  | 770        | Bild gesucht BW                                   | Molotschna-Liman                                         | Молочний лиман                                        | 23. November 1995  | Oblast Saporischschja            | 22.400          | 46° 32′ 0″ N, 35° 22′ 0″ O   |
| 22  | 765        | Bild gesucht BW                                   | Nördliche Teil der Dnistr-Mündung                        | Північна частина Дністровського лиману                | 23. November 1995  | Oblast Odessa                    | 20.000          | 46° 22′ 0″ N, 30° 12′ 0″ O   |
| 23  | 771        | Bild gesucht BW                                   | Obytitschnabucht und -nehrung                            | Обитічна коса, Обитічна затока                        | 23. November 1995  | Oblast Saporischschja            | 2000            | 46° 35′ 0″ N, 36° 12′ 0″ O   |
| 24  | 1.402      | Bild gesucht BW                                   | Perebrody-Sumpfgebiet                                    | Болотний масив Переброди                              | 29. Juli 2004      | Oblast Riwne                     | 12.718          | 51° 43′ 0″ N, 27° 8′ 0″ O    |
| 25  | 1.403      | Bild gesucht BW                                   | Poliskyj-Sumpf                                           | Поліські болота                                       | 29. Juli 2004      | Oblast Schytomyr                 | 2 145           | 51° 31′ 0″ N, 27° 56′ 0″ O   |
| 26  | 776        | Pripjetsümpfe                                     | Prypjat-Flussauen TRS                                    | Заплава річки Прип'ять                                | 23. November 1995  | Oblast Wolyn                     | 12.000          | 51° 48′ 0″ N, 25° 15′ 0″ O   |
| 27  | 762        | Sassyksee                                         | Sassyksee                                                | Озеро Сасик                                           | 23. November 1995  | Oblast Odessa                    | 21.000          | 45° 39′ 0″ N, 29° 41′ 0″ O   |
| 28  | 763        | Bild gesucht BW                                   | Schahany-Alibej-Burnas-Seengruppe                        | Система озер Шагани-Алібей-Бурнас                     | 23. November 1995  | Oblast Odessa                    | 19.000          | 45° 48′ 0″ N, 30° 0′ 0″ O    |
| 29  | 775        | Switjas-See                                       | Schazker Seen                                            | Шацькі озера                                          | 23. November 1995  | Oblast Wolyn                     | 32.850          | 51° 31′ 0″ N, 23° 50′ 0″ O   |
| 30  | 777        | Stochid-Auen                                      | Stochid-Auen TRS                                         | Заплава річки Стохід                                  | 23. November 1995  | Oblast Wolyn                     | 10.000          | 51° 40′ 0″ N, 25° 22′ 0″ O   |
| 31  | 768        | Satellitenbild eines Ausschnitts der Tendra-Bucht | Tendra-Bucht                                             | Тендрівська затока                                    | 23. November 1995  | Oblast Cherson                   | 38.000          | 46° 12′ 0″ N, 31° 44′ 0″ O   |
| 32  | 766        | Tylihul-Liman                                     | Tylihul-Liman                                            | Тилігульський лиман                                   | 23. November 1995  | Oblast Odessa, Oblast Mykolajiw  | 26.000          | 46° 49′ 0″ N, 31° 9′ 0″ O    |
| 33  | 116        | Jahorlyzkyj-Bucht                                 | Jahorlyzkyj-Bucht                                        | Ягорлицька затока                                     | 23. November 1995  | Oblast Cherson, Oblast Mykolajiw | 34.000          | 46° 24′ 0″ N, 31° 53′ 0″ O   |